# Myself (松原みきのアルバム)
Myself（マイセルフ）は松原みき4枚目のオリジナルアルバム。1982年3月21日にキャニオン・レコードからLPとポニーからカセットテープがリリースされた。2009年1月21日にはポニーキャニオンからHQCD盤として復刻された。

## 収録曲

### Side A
1. バレリーナ (3'11")
作詞：竜真知子／作曲：松任谷正隆／編曲：Dr.STRUT
2. 三人で踊らない (4'26")
作詞：小林和子／作曲：岡本一生／編曲：Dr.STRUT
3. 微熱が平熱 (3'20")
作詞：竜真知子／作曲：岡本一生／編曲：Dr.STRUT
4. Somewhere (4'17")
作詞：小泉長一郎／作曲：小田裕一郎／編曲：Dr.STRUT
5. カランドリエ (4'07")
作詞：小林和子／作曲：芳野藤丸／編曲：Dr.STRUT

### Side B
1. 流星スウィング (3'51")
作詞：小林和子／作曲：Dr.STRUT／編曲：Dr.STRUT
2. SEE-SAW LOVE (3'27")
作詞：小泉長一郎／作曲：佐藤健／編曲：Dr.STRUT
3. 5つ数える間に (4'00")
作詞：小泉長一郎／作曲：松原みき／編曲：Dr.STRUT
4. ハレーション (3'18")
作詞：下田逸郎／作曲：松原みき／編曲：Dr.STRUT
5. Myself (1'13")
作曲：松原みき／編曲：Dr.STRUT
インストルメンタル
6. Three Candles (4'58")
作詞：康珍化／作曲：佐藤健／編曲：Dr.STRUT

## 参加ミュージシャン

### Side A
1. Dr.STRUT, 数原晋 (trumpet, flugelhorn), 吉田憲司 (trumpet), 平内保夫 (trombone), EVE (background vocal), ジェイク・H・コンセプション (sax.)
2. Dr.STRUT, Dr.STRUT (background vocal)
3. Dr.STRUT, ジェイク H. コンセプション (sax.), EVE (background vocal)
4. Dr.STRUT, 数原晋 (trumpet, flugelhorn)
5. Dr.STRUT, EVE (background vocal)

### Side B
B1-5
1. Dr.STRUT
2. Dr.STRUT
3. Dr.STRUT
4. Dr.STRUT, 数原晋 (trumpet, flugelhorn), 吉田憲二 (trumpet) ,平内保夫 (trombone), ジェイク H. コンセプション (sax.)
5. 松原みき (electric piano)
6. Dr.STRUT, 数原晋 (trumpet, flugelhorn), 平内保夫 (trombone)

### Side A,B
- Dr.STRUT
  - David Woodford (sax.)
  - Claude Pepper (drums)
  - Peter Freinberger (bass)
  - Tim Weston (guitar)
  - Kevin Bassinson (keyboards)
  - Everett Bryson (percussion)

## 関連シングル・アルバム・ベストアルバム
- Take a song／松原正樹

LP SJX-20131 1979.5.25 ビクター音楽産業(廃盤)
「Ballerina」を収録
英語作詞：T.Margaret／作曲：松任谷正隆／歌唱：EVE
- SEE-SAW LOVE

EP 7A0157 SEE・SAW 1982.2.21 キャニオン・レコード(廃盤)
タイトル曲および「WASH」を収録
- Paradise Beach

LP 28A0278 SEE・SAWほか 1983.6.21 キャニオン・レコード(廃盤)
「ハレーション」「微熱が平熱」を収録
- 松原みき ベストセレクション

CD D36A0086 SEE・SAW 1985.6.5 キャニオン・レコード(廃盤)
「SEE-SAW LOVE」「微熱が平熱」を収録
- 松原みき スーパーベスト

CD D32P6028 1986.12.5 ポニー(廃盤)
「微熱が平熱」を収録
- 松原みき ベスト・コレクション

CD PCCS-00044 2008.7.16 ポニーキャニオン
「SEE-SAW LOVE」「三人で踊らない」を収録
- ザ・プレミアムベスト 松原みき

CD PCCA-03833 2013.5.15 ポニーキャニオン
「バレリーナ」「カランドリエ」「SEE-SAW LOVE」を収録